# Lekorne
Lekorne (en francès i oficialment Mendionde) és un municipi d'Iparralde al territori de Lapurdi, que pertany administrativament al departament dels Pirineus Atlàntics (regió de la Nova Aquitània).
Mendionde, de l'euskera Mendi Ondo, al costat de la muntanya, limita al nord amb Hazparne, al nord-est amb Aiherra i Lekuine, a l'est amb Heleta, a l'oest amb Makea, al sud-oest amb Ortzaize i al sud-est amb Irisarri.

## Demografia
| 1896 | 1901 | 1962 | 1968 | 1975 | 1982 | 1990 | 1999 |
| ---- | ---- | ---- | ---- | ---- | ---- | ---- | ---- |
| 1040 | 1040 | 749  | 732  | 744  | 723  | 720  | 707  |
|      |      |      |      |      |      |      |      |